# Harald Hofbauer
Harald Hofbauer (* 15. August 1956 in Wien) ist ein österreichischer Schauspieler und Musicaldarsteller.

## Leben

### Ausbildung
Harald Hofbauer absolvierte von 1970 bis 1975 in Wien an der Höheren Graphischen Lehr- und Versuchsanstalt die Fachrichtung Werbegraphik - Design. 1977 war er Sänger der Austropop-Gruppe Misthaufen, mit der LP Hart aber ungerecht. Zu der Zeit spielte er auch bei „MOKI“, dem mobilen Kindertheater, geleitet von Laszlo und Justus Neumann. Bis 1978 arbeitete er noch zusätzlich als Graphiker in Wiener Werbeagenturen.
Von 1978 bis 1981 nahm er privaten Schauspielunterricht bei Dorothea Neff und Eva Zilcher. Den Abschluss machte er an der Schauspielschule Krauss in Wien. Sein erstes Engagement führte ihn an das Theater der Jugend in Wien. Der Regisseur Bernd Palma, der auch sein Schauspiellehrer war, nahm ihn mit dem Stück Das Bündel von Edward Bond 1980 ans Wiener Volkstheater. Seine Gesangsausbildung erhielt er privat bei Franz Schuch-Tovini und Ingrid Olofson-Plautz am Konservatorium in Wien.

### Karriere
1981–1983 war er Operettenbuffo am Raimundtheater in Wien. Dort spielte er u. a. in Ball im Savoy mit Marika Rökk und in Die Blume von Hawaii, Gräfin Mariza, Die Zirkusprinzessin, Das Dreimäderlhaus und Boccaccio. Von 1984 bis 1986 spielte er am Kabarett Simpl unter der Intendanz von Martin Flossmann in allen Revuen, sowie als Hero mit Edith Leyrer in von Flossmann fürs Simpl geschriebenen Produktionen von A Funny Thing Happened on the Way to the Forum/Zuständ wie im alten Rom, Marlene mit Cornelia Köndgen und Brennpunkt Broadway.
1986 spielte er bei den Melker Sommerspielen unter der Intendanz von Peter Janisch in Liebesgeschichten Heiratssachen mit Gusti Wolf. Im gleichen Jahr spielte er bei den Sommerspielen in Röttingen, unter der Regie und Intendanz von Peter Josch, in Das Mädl aus der Vorstadt den Herrn v. Gigl. In der Spielzeit 1986/87 gastierte er erneut am Raimundtheater Wien, diesmal als Buffo in der Operette Die Landstreicher.
Bernd Palma nahm ihn 1987 als Riff in West Side Story mit an das Stadttheater Regensburg. Diesem Haus gehörte er, unter der Intendanz von Marietheres List, acht Jahre lang an. Dort spielte er Haupt- und Titelrollen in den Musicals Jesus Christ Superstar, Linie 1, Cabaret, Rocky Horror Picture Show, Little Shop of Horrors, Evita, Das Phantom der Oper und Sweeney Todd. Ebenso in Operetten, wie Das Land des Lächelns und Orpheus in der Unterwelt, meist unter der Regie von Josef Ernst Köpplinger.
In der Welt-Uraufführung von Elisabeth wurde er 1991, unter der Regie von Harry Kupfer, als Felix Fürst zu Schwarzenberg, alternierend auch als Cover für die Rolle des Kaisers Franz Joseph, ans Theater an der Wien verpflichtet. Im darauffolgenden Jahr spielte er, an den Vereinigten Bühnen Wien, in der deutschen Erstaufführung von Kuss der Spinnenfrau den Valentin, mit Yamil Borges, wo er auch in der anschließenden CD-Aufnahme mitwirkte. 1995 ging er nach Berlin, wo er zunächst an den Berliner Kammerspielen im Jugendtheater (Dschungelbuch/Balu der Bär) u. v. m. spielte.
1996 übernahm er im Wiener Ronacher in der deutschen Uraufführung von Sie liebt mich mit Christine Rothacker den Georg und Kodaly. 1998 engagierte ihn Stefan Huber für die Rolle des King Marchand in Victor und Victoria an die Staatsoperette Dresden. 1999 spielte er mit Dagmar Hellberg im Akzenttheater Wien in Blutsbrüder. Im Jahr 2000 gastierte er am Theater Akzent in Wien als Sweeney, mit Hellberg als Mrs. Lovett in Sweeney Todd.
2000 spielte er Zaza in La Cage Aux Folles am Stadttheater Hildesheim. In dieser Rolle war er 1998 am Stadttheater Bern besetzt. 2001 kam er für das Musical Schwejk it easy (Musik von Konstantin Wecker) an das Theater des Westens in Berlin, er spielte die Titelrolle den braven Soldaten Schwejk. Danach übernahm er im selben Theater die Rolle des Sängers Falco in FMA – Falco Meets Amadeus.
2007/2008 kehrte er als Thenardier in Les Miserables an der Grazer Oper und am Stadttheater Klagenfurt, auf die Bühne zurück. Seit 2015 spielt er jedes Jahr in München am Gärtnerplatztheater unter der Intendanz von Josef Ernst Köpplinger, in der Operette Wiener Blut den Fiakerkutscher und Fürst Bitowski. Mit der Produktion Wiener Blut gastierte Hofbauer im März 2015 auch in der Kölner Philharmonie.
Seit 2003 lebt Harald Hofbauer mit dem estnischen bildenden Künstler und Schmuckdesigner Ivar Kaasik zusammen.